# Peter Pompetzki
Peter-Sascha Pompetzki (* 25. März 1970 in Marburg; † 19. Mai 1993 in Kassel) war ein deutscher Student und mutmaßlicher Mörder.

## Leben
Pompetzki wurde als einziges Kind des Architekten und Bauunternehmers Walter Pompetzki und dessen Ehefrau Annemarie geboren. Er wuchs in behüteten, wohlsituierten Verhältnissen in Goddelsheim (Nordhessen) auf. Beschrieben wurde er als hochintelligenter, karriereorientierter Musterschüler und introvertierter Einzelgänger. Nach dem Abitur an der Alten Landesschule in Korbach, die er als Jahrgangsbester verließ, nahm er an der Universität Marburg ein Studium der Betriebswirtschaftslehre auf.

## Der Mord an seinen Eltern
Nachdem er nach eigenen Angaben tagelang vergeblich versucht hatte, seine Eltern telefonisch zu erreichen, fuhr Peter Pompetzki am 31. Juli 1991 von seinem Studienort zum Haus seiner Eltern. Im Keller des Anwesens fand er am Rand des Schwimmbeckens seine Eltern nackt auf dem Boden liegend tot vor. Der Verwesungsprozess hatte bereits eingesetzt. Wie die Ermittlungen ergaben, waren sie zwei Tage zuvor von hinten mit acht Schüssen, vermutlich aus der 6.35er-Pistole des Unternehmers – eines passionierten Jägers – abgefeuert, erschossen worden. Die Situation am Tatort deutete zunächst auf einen Raubmord hin.
Sein unterkühltes Verhalten nach der Tat ließ Pompetzki in das Blickfeld der Ermittler geraten. Sie stellten die These auf, er habe schon längere Zeit den Plan verfolgt, seine Eltern zu ermorden, um vorzeitig an die erhebliche Erbschaft zu kommen. Der Einbruchsdiebstahl sei lediglich von ihm fingiert. Kurz vor der Tat hatte Pompetzki beim Handel mit Optionsscheinen etwa 26.000 DM verloren. 14 Tage nach dem Auffinden der Leichen wurde er festgenommen. Er dementierte die Tat und machte in Briefen an Freunde sein zeitlebens enges Verhältnis zu den Eltern als einzige Bezugspersonen deutlich.
Am 10. November 1992 begann vor der 5. Strafkammer des Landgerichts Kassel unter Vorsitz von Wolfgang Löffler der Prozess gegen ihn. Die Staatsanwaltschaft versuchte ihm nachzuweisen, er habe seine Eltern heimtückisch aus Habgier ermordet, und legte ihm insbesondere sein zum Teil widersprüchliches Aussageverhalten zur Last. Pompetzkis Verteidiger Ulrich Ziegert machte neben dem wenig plausiblen Motiv geltend, dass sich am Tatort keinerlei verwertbare Spuren fanden, die auf die Täterschaft des Sohnes hindeuteten. Die Tatwaffe, geraubter Schmuck und Teppiche blieben bis heute verschwunden. Nach 38 Verhandlungstagen wurde er ausschließlich auf Basis von Indizien schuldig gesprochen und am 17. Mai 1993 zu einer lebenslangen Haftstrafe verurteilt. Seine Verteidiger kündigten unmittelbar Revision an.
Zwei Tage nach dem Urteil erhängte sich Pompetzki in der Justizvollzugsanstalt Kassel I am Gitter seiner Zelle mit dem Stromkabel und dem Antennenkabel des Fernsehers. In einem Abschiedsbrief beteuerte er noch einmal seine Unschuld. Mit seinem vier Tage zuvor niedergelegten Testament verfügte er, dass das Tierheim Korbach monatlich 5.000 DM zur Betreuung seines Chow-Chows Askan erhalten solle. Den Rest des Vermögens, etwa 4,8 Millionen DM brutto, erhielt das Tierheim zur freien Verfügung. Der Hund starb 1996. Im Testament legte er zudem Schwarzgeldkonten seines Vaters in der Schweiz und in Österreich offen. Drei Monate nach seinem Tod wurde im Haus seiner Eltern in einem blinden Lüftungsschacht ein Tresor gefunden, der Wertpapiere und Bargeld im Wert von 800.000 DM enthielt.

## Verfilmung
Seine Geschichte wurde im Jahr 2000 im Auftrag des Hessischen Rundfunks von dem Dokumentarfilmer Klaus Stern unter dem Titel Unschuldig – Schuldig? verfilmt. Mit Hilfe von Interviews mit seinem Verteidiger, Freunden, Kommilitonen, dem vorsitzenden Richter und Nachbarn sowie Briefen aus dem Nachlass Pompetzkis zeichnete Stern ein differenziertes Bild des Verurteilten. Die Arbeit war 2001 für den Deutschen Fernsehpreis und den Hessischen Filmpreis nominiert.
Der Fall wurde auch in einer Folge der RTL-Serie Anwälte der Toten gezeigt.